# Start it right away
「Start it right away」（スタート・イット・ライト・アウェイ）は、ヒャダインの4枚目のシングル。2012年5月9日にLantisから発売された。

## 概要
前作「クリスマス?なにそれ?美味しいの?」から約6ヶ月ぶり、ちょうちょとのスプリットシングルとしてリリースされた「Million of Bravery」から約1カ月半ぶりのリリースであり、ヒャダイン単独名義では2012年1作目のシングル。
表題曲「Start it right away」は、テレビアニメ『黒子のバスケ』のエンディングテーマに使用された。また、PVが制作されており前作同様ニコニコ動画内の自身の公式アカウント上で2012年4月26日にアップロードされた。PVのテーマは「80sな青春白書の再放送をイメージ」であり、ストーリーはヒャダイン自らが担当した。カップリング曲の「YEAH!x3 No? YEAH!!!」は、文化放送超!A&G+で放送されている自身のラジオ番組「ヒャダインのわーきゃーいわれたい」の新テーマソングとして使用されている。「Start it right away (reprise)」は、表題曲「Start it right away」の反復曲で歌詞やメロディを一部変えてバラード調に仕立てている。
本作の初回限定版にはDVDが同梱されており、「Start it right away」のPVが収録されている。また、本作を引っ提げた発売記念イベントが名古屋、大阪、神戸で、東京では2012年5月25日に新宿FACEにてライブ＆トークショーが開催された。

## 収録曲
（全作詞・作曲・編曲：前山田健一）
1. Start it right away [4:08]
  - テレビアニメ『黒子のバスケ』エンディングテーマ

「僕だって頑張りたいんだよ」というコンセプトのもと、「頑張りたいのに頑張れない」人への応援ソングとして書かれた。なお歌詞は「だって悔しくて」で始まる冒頭から制作された[3]。
通常ではエフェクトがかかるが、今作では自分の声を伝えたかったためある程度減らした事を明かしている[3]
2. YEAH!x3 No? YEAH!!! [4:09]
  - 文化放送超!A&G+『ヒャダインのわーきゃーいわれたい』テーマソング

前山田曰く「五月病の人に捧げるシングル」となっており、歌詞にも「おバカで適当に力を抜く」という内容が反映されている[3]
3. Start it right away (reprise)[2:18]
4. Start it right away（inst.）
5. YEAH!x3 No? YEAH!!!（inst.）
6. Start it right away (reprise／inst.)

DVD（初回限定盤のみ）
1. Start it right away　Music Clip